# Tv diari
Tv diari è stato un reality show italiano prodotto da Magnolia nel 2005, e trasmesso dalla rete musicale All Music nel 2006 da gennaio a giugno. Non ci sono stati conduttori o conduttrici ad esclusione di Katamashi, che ha condotto però solo la finale di mercoledì 14 giugno 2006.
Il programma andò in onda come striscia quotidiana dal lunedì al venerdì alle ore 19:30, con delle puntate speciali trasmesse al sabato sempre nel medesimo orario. La sua sigla di apertura fu il brano Wonderful Life, cantata in versione cover da Giuliano Palma & the Bluebeaters.

## Il programma

### Regolamento
Il format di Tv diari venne definito anche reality-blog. Ogni giorno, per cento giorni, otto persone leggevano un diario di 2 minuti davanti a telecamere poste nella propria casa. Il giorno dopo, una di queste persone veniva eliminata dal pubblico tramite il televoto per essere sostituita da un nuovo concorrente, detto il nuovo nato. Il giorno successivo all'eliminazione, il concorrente uscente leggeva il suo ultimo diario, "L'addio", dove raccontava le sue impressioni al riguardo. Il concorrente entrante si presentava ne "La scatola dei segreti", in cui mostrava e parlava dei tre oggetti che più lo rappresentano e che erano chiusi in una scatola. Inoltre, per un giorno il concorrente entrante non poteva essere eliminato; questo, dopo il primo giorno, faceva scendere a sette le persone che rischiavano di venire eliminate.
A metà programma sono state aggiunte al sabato anche delle puntate speciali, nelle quali non c'erano eliminazioni e nuovi ingressi ma interviste e curiosità dei protagonisti in gara e non.

### La finale
Al centesimo giorno, i nove concorrenti che sono durati di più e un concorrente in gioco scelto dal pubblico venivano selezionati per partecipare alle prove finali, ma nei tre giorni di finale (dal 12 al 14 giugno 2006) prima si scopriva chi è entrato nella rosa dei finalisti, ovvero i nove con più diari e il concorrente ancora in gara più votato dal pubblico. Poi i dieci scrivevano l'ultimo diario e alla fine il pubblico decretava il vincitore, che si aggiudicava il premio finale: un viaggio intorno al mondo targato CTS.

## Podio
1. Filippo Spigaroli (32 diari)
2. Alberto Donatelli (66 diari)
3. Maria Cristina Bellelli (37 diari)
4. Stefania Andriola (33 diari)
5. Davide Teggi (29 diari)
6. Enrico Marchetto (32 diari)
7. Monia Trentarossi (26 diari)
8. Cristina Vito (27 diari)
9. Federico Fridegotto (34 diari)
10. Laura Albertin (5 diari, e concorrente in gara)

## Cast
Nel reality non viene rivelato il cognome dei concorrenti se non in finale.
Due concorrenti, Camilla e Antonella, sono state eliminate con un solo giorno di vita. Erano rispettivamente la prima e l'ultima nuova nata.
La concorrente Laura Albertin ha partecipato in seguito a La pupa e il secchione. La concorrente Stefania Andriola ha fatto varie pubblicità tra cui quella per la "Valsoia", per i cioccolatini "Baci Perugina" e per i biscotti "Colussi". Attualmente è ingaggiata da Canale 5 per la conduzione del meteo della sera dopo il TG5 delle ore 20:00. Infine, ella fece una comparsa anche in Love Bugs 3 su Italia 1. Dopo la sua partecipazione al programma, il concorrente Davide Teggi è comparso nuovamente in televisione in un episodio della serie Sex Therapy. Il concorrente Alberto Donatelli non solo detiene il record per maggior numero di giorni passati al primo posto nella classifica giornaliera del pubblico, ma in realtà non è mai stato eliminato. Infatti è stato lui a ritirarsi perché doveva andare a Londra a incidere un disco. La concorrente Perla Francalanci, non arrivata in finale, ha fatto per Canale 5 la valletta a Buona Domenica e la ballerina a Grande Fratello, oltre ad essere stata nel 2008 la prima ballerina del corpo di ballo dell'edizione di La sai l'ultima? (condotta da Lorella Cuccarini).
Il concorrente Filippo Spigroli era comparso, prima come concorrente scelto in Colpo di fulmine su Italia 1, e poi come opinionista a New Generation su Canale Italia. Egli, oltre ad essere il vincitore del programma, ha fatto con Daniele Corso il corteggiatore a Uomini e donne su Canale 5, dove hanno girato una serie di corti.
Il concorrente Alan Bazzini (noto anche con il nome di famiglia esteso Alan Bazzini DeBevoise), grazie alla partecipazione a TV diari ha girato nel maggio 2008 lo spot istituzionale per le case domotiche Brumar come protagonista insieme a Laura Drzewicka, concorrente dell'edizione 2009 del Grande Fratello. Dal novembre 2008 è invece giornalista e responsabile editoriale di Web Fashion TV, nuovo canale online business-to-business dedicato al mondo della moda. Sempre Alan Bazzini ha recitato anche in alcune puntate della sit-com Piloti, anch'essa come TV diari prodotta da Magnolia e in onda su Rai 2, accanto a Jessica Polsky, Enrico Bertolino e Max Tortora. E sempre per la stessa rete, fece parte del cast della fiction Terapia d'urgenza. Infine ha posato con la concorrente Stefania Andriola, nel maggio 2007, per il catalogo delle gomme Pirelli Diablo realizzato dal fotografo Marco Nero.